# Alto Mijares
El Alto Mijares (en valenciano l'Alt Millars) es una comarca del interior de la provincia de Castellón, en la Comunidad Valenciana, España. La capital de comarca, según la propuesta de comarcalización de Juan Soler de 1970, sería el municipio de Cirat, aunque la designación oficial de la capital está pendiente del desarrollo del artículo 65, Título VIII, del Estatuto de Autonomía de la Comunidad Valenciana.

## Municipios
| Municipio               | Población (2024) | Superficie | Densidad |
| ----------------------- | ---------------- | ---------- | -------- |
| Montanejos              | 643              | 37,80      | 14,92    |
| Villahermosa del Río    | 490              | 108,90     | 4,44     |
| Montán                  | 421              | 34,10      | 10,79    |
| Cortes de Arenoso       | 311              | 80,60      | 3,72     |
| Fanzara                 | 297              | 35,00      | 7,80     |
| Cirat                   | 214              | 41,10      | 5,01     |
| Ayódar                  | 182              | 24,40      | 6,27     |
| Zucaina                 | 174              | 51,60      | 3,14     |
| Puebla de Arenoso       | 174              | 22,70      | 6,70     |
| Arañuel                 | 159              | 19,20      | 7,86     |
| Argelita                | 146              | 15,50      | 8,13     |
| Ludiente                | 175              | 31,40      | 4,74     |
| Torrechiva              | 127              | 11,80      | 7,54     |
| Toga                    | 108              | 13,50      | 7,11     |
| Villanueva de Viver     | 98               | 6,00       | 10,00    |
| Castillo de Villamalefa | 113              | 37,70      | 2,68     |
| Fuentes de Ayódar       | 95               | 10,90      | 8,16     |
| Villamalur              | 97               | 19,50      | 5,23     |
| Espadilla               | 89               | 12,00      | 5,75     |
| Torralba del Pinar      | 59               | 21,20      | 2,88     |
| Vallat                  | 71               | 5,00       | 10,20    |
| Fuente la Reina         | 59               | 7,50       | 6,80     |
| Total                   | 4302             | 647,40     | 5,96     |

## Geografía
Limita por el norte con la comarca castellonense del Alcalatén, al este con la Plana Baja, al sur con el Alto Palancia, y al oeste con la comarca Gúdar-Javalambre (en la provincia de Teruel). La cuenca alta del río Mijares traza gran parte de la orografía montañosa de esta comarca.

## Elementos de interés

### Dentro de los núcleos urbanos
- Ayódar:
  - Torre Campanario del Convento de los Dominicos. Declarada recientemente como Bien de Interés Local, esta torre de 36 metros de altitud, formaba parte del antiguo convento de los dominicos, construido en 1575 con el objeto de convertir al cristianismo a la población morisca que habitaba en aquellas fechas el pueblo. La torre, que es lo que hoy se conserva, fue construida en 1601.
  - Palacio de los Duques de Villahermosa. Edificio construido en el siglo XVII. Actualmente este edificio se ha dividido en 4 viviendas particulares.
- Arañuel:
  - La Iglesia parroquial de San Miguel, localizada en la plaza Mayor de Arañuel. Se trata de una sencilla construcción datada del siglo XVII, neoclásica, con características del orden corintio. De planta de nave única, de unos 15 metros de longitud, presenta capillas laterales comunicadas entre sí con decoración e yeserías. Como detalle curioso hay que destacar la presencia en el centro parroquial de un pie de custodia datado del siglo XVII.
- Areglita, con sus tres torres desde el Puente dirección Lucena del RíoArgelita:

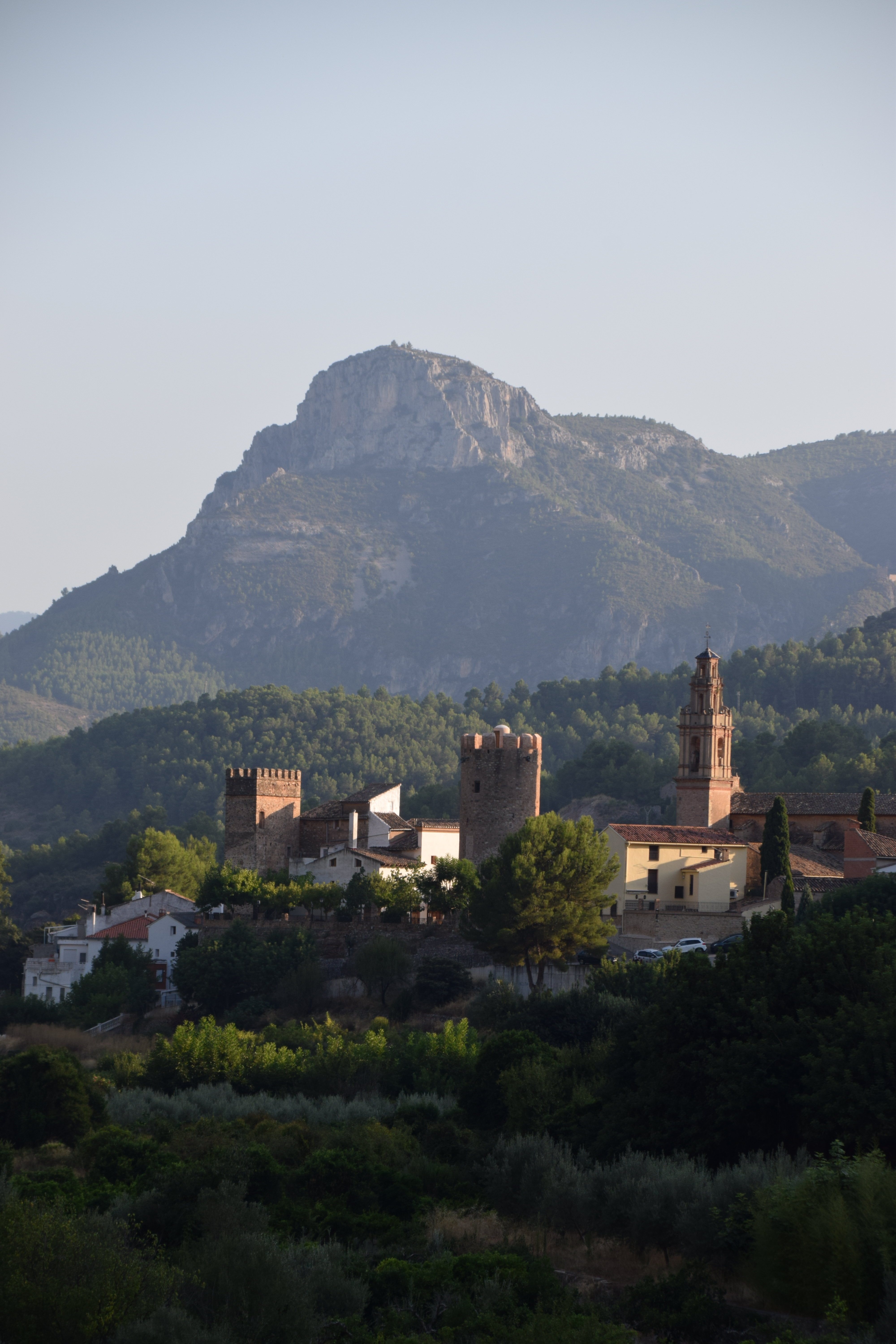
Areglita, con sus tres torres desde el Puente dirección Lucena del Río

  - Castillo Palacio de Argelita: Fue la última de residencia de Zayd Abu Zayd, rey musulmán de Valencia, tras retirarse de sus dominios después de los pactos celebrados con el monarca Jaime I. De ella solamente quedan dos de las torres de su fortificaciónː
  - Torre cuadrada. Esta es de tipo señorial almenada. Además también se aprecian distintos tipos de vestigios de amurallamientos que circundaban parte de la población. La fábrica principal del cuerpo de la torre es de sillarejo con sillares en sus esquinas. Se compone de planta baja y tres alturas.
  - Torre redonda. Aunque se encuentra junto a los restos del palacio no formaba parte de este, sino que era una estructura defensiva exterior al mismo. Originaria del siglo XIII, e igualmente de origen islámico, la torre se halla restaurada. Posee una forma cilíndrica con planta baja y dos alturas, coronada por almenas. En su base se conserva una inscripción árabe conmemorativa datada en 1252.
  - Iglesia Parroquial de Santa Ana. Construcción originaria del siglo XVII, dedicada a Santa Ana. De estilo barroco churrigueresco, posee una sola nave con campanario anexo. En su interior se encuentra la Santa Cruz, traída desde Roma y donada a la parroquia en 1756 por el padre Baciero (dominico).
- Cirat:
  - La Torre del Palacio de los Condes. Es una torre de defensa, que formaba parte del conjunto del Palacio de los Condes de Cirat, ubicado en el centro de la población mencionada, en la llamada plaza Mayor. Esta torre, de origen medieval, está catalogada, como Bien de Interés Cultural, des del 8 de mayo de 2003.
- Cortes de Arenoso:
  - Puente romano. De interés arquitectónico.
  - Casa del Marqués del Real Agrado. Edificio de interés arquitectónico (siglo XVIII).
  - Portal calle Herrerías. Edificio de interés arquitectónico. Siglo XVIII.

Lavaderos tradicionales restaurados.
```
Red de rutas federadas PRV111.

Ruta acceso a los yacimientos de la edad del hierro
 que parten desde el mismo centro del municipio.
```

- Espadilla:
  - Iglesia parroquial de San Juan Bautista. Construida en el siglo XVIII, consta de tres naves con crucero de estilo corintio.
  - Casa Abadía. Edificio del siglo XVII que conserva sus antiguas formas góticas, actualmente sede del Ayuntamiento.
- Fanzara:
  - Museu Inacabat d'Art Urbà (MIAU). Es un proyecto de museo al aire libre para el municipio de Fanzara, en Castellón. Este Museo Inacabado de Arte Urbano es un proyecto en constante cambio y crecimiento. Durante el tour por este espacio se pueden ver obras grandes y pequeñas, murales y también esculturas.
  - Iglesia de Nuestra Señora de la Asunción. Construida en el siglo XVII. Es de estilo herreriano o escurialense en los elementos arquitectónicos y barroco en cuanto a los decorativos. Presenta una interesante decoración en pintura en su interior.
  - Ermita del Santo Sepulcro. Se encuentra levantada sobre una colina que domina todo el pueblo.
- Fuente la Reina:
  - La Iglesia de Nuestra Señora de los Ángeles de Fuente la Reina. Se trata de un edificio religioso típico del siglo XVII, de gran belleza aunque se nota que en su construcción no se utilizaron muchos recursos económicos, lo que queda patente en su reducido tamaño.
- Fuentes de Ayódar:
  - Iglesia parroquial de San Roque. Construida entre los siglos XVII y XVIII. Es una iglesia de nave única con capillas laterales entre contrafuertes, bóveda de cañón con arcos fajones en el interior y cubierta a dos aguas en el exterior, con testero plano. Dispone de coro a la entrada de la iglesia. De estilo barroco desornamentado, durante la guerra civil española, sufrió algunos ataques que destruyeron algunas partes, como los altares laterales.
  - Lagar del Cubo. Antiguo lagar de grandes dimensiones para la elaboración del vino. Fue construido en el siglo XIV. De estructura de planta cuadrangular, construida mediante la técnica de tapial o encofrado de mortero. Es curiosa la presencia de un lagar con esta cronología y en este lugar, que al igual que los pueblos vecinos, no tuvo Carta de Población tras la Conquista y continuó habitado por musulmanes. La curiosidad viene dada porque el libro sagrado de los musulmanes, el Corán, prohíbe convertir la uva en vino. Es por esta razón, que es posible que los musulmanes españoles no cumplieran fielmente dicho precepto. También es posible que las exigencias feudales de esta época motivaran esta producción.
  - Molino de trigo. Se ignora su fecha exacta de construcción, aunque parece ser de época morisca. En la Carta-Puebla de 1611 se hace referencia al mismo.
  - Necrópolis islámicas. Se han encontrado estos yacimientos en el casco urbano.
- Iglesia Antigua de Ludiente desde la carreteraLudiente:

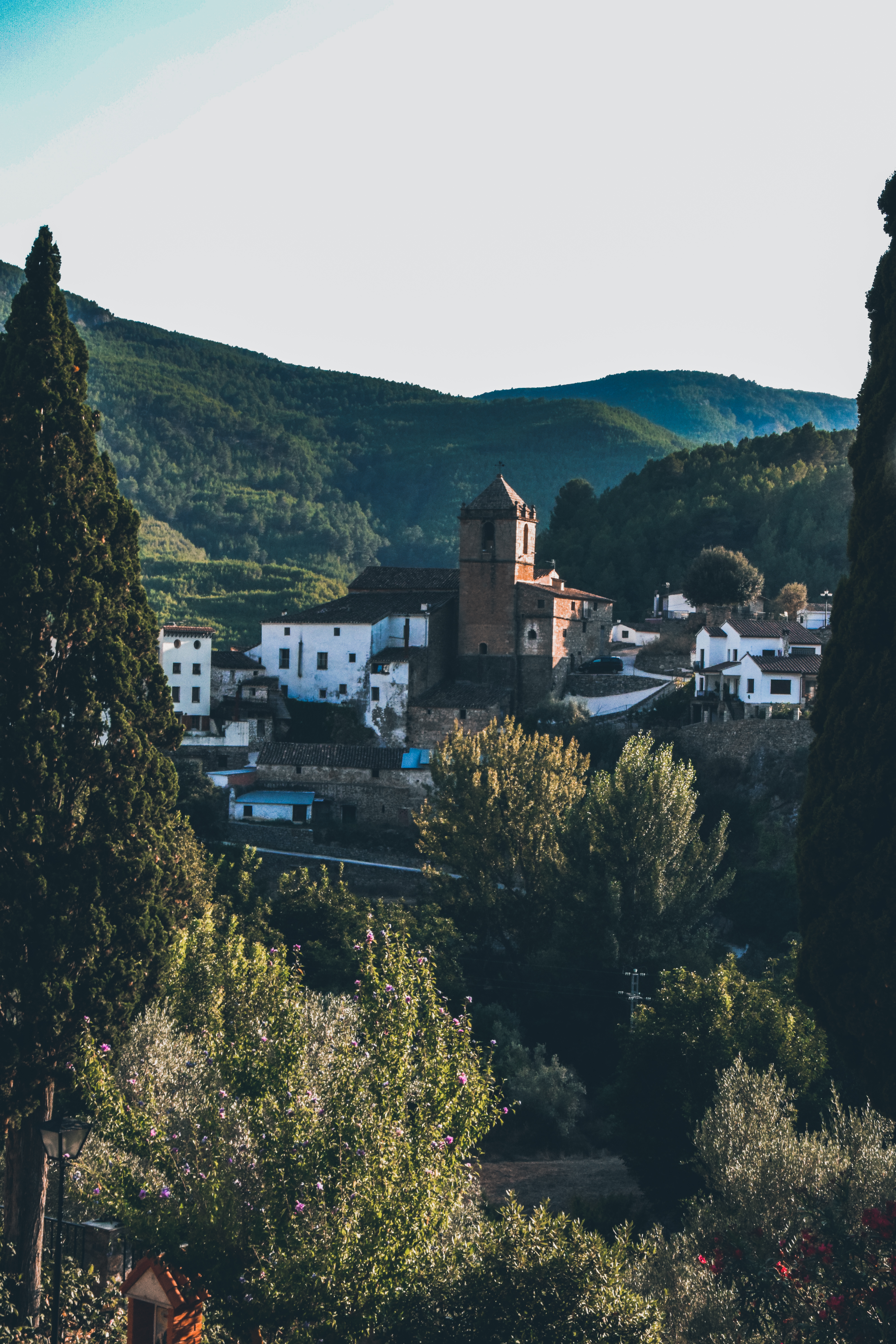
Iglesia Antigua de Ludiente desde la carretera

  - La Torre de Giraba en Ludiente, en la comarca de Alto Mijares, es una torre de vigilancia de época islámica medieval, catalogada, de manera genérica, como Bien de Relevancia Local. La torre se ubica cerca del sur de la población de Castillo de Villamalefa, pero en el término municipal de Ludiente y cerca de la aldea de Giraba, de la que toma nombre.
  - La iglesia fortificada de Ludiente, también conocida como Iglesia de la Natividad, es un edificio que fue religioso, aunque actualmente ya no tiene culto, con una marcada estructura defensiva-militar. Está catalogada, de manera genérica, como Bien de Interés Cultural. La iglesia se ubica en lo alto de un cerro al que se accede por la calle General Aranda, y su datación es de la época moderna, entre finales del siglo XV y principios del siglo XVI, empleándose en su construcción sillares y mampostería. Presenta planta rectangular y un buen estado de conservación, destacando en su interior las nervaduras góticas de la bóveda de la sacristía. Fue utilizada para fines bélicos sobre todo durante las Guerras Carlistas, lo cual queda patente en las aspilleras practicadas en los muros de la nave principal y en la torre.
  - La Iglesia Parroquial de la Natividad de Nuestra Señora de Ludiente. El edificio se complementa con la presencia de una torre campanario construido en estilo barroco, sin remate, en el que uno de sus cuerpos está destinado a la ubicación de las campanas. Las campanas son dos, la más antigua, datada de 1776 tiene por nombre San Pedro Mártir, un diámetro de 82 centímetros y un peso de 319 kilogramos.
  - La Ermita de la Virgen del Pilar de Ludiente. Está datada del siglo XVIII pero el edificio actual es el producto de una serie de intervenciones que ha sufrido a lo largo de los años. Se trata de un edificio exento que se encuentra rodeado de una valla dentro de la cual se localiza un Vía Crucis en línea recta hacia la ermita, con casalicios, a ambos lados de la explanada enlosada, para las estaciones y cipreses entre ellos. Como elemento decorativo interior hay que destacar el fresco con la aparición de la Virgen al apóstol Santiago en Zaragoza, que se localiza en la bóveda del presbiterio, que se ve engalanado por la presencia de una imagen de la Virgen con el Niño en brazos sita en la hornacina que hay en el altar mayor, en el que se puede observar un óleo de San Pascual Bailón.
- Montanejos:
  - Torre Árabe. De origen islámico, se encuentra en medio de la población, frente a la iglesia, integrada dentro de la fachada del antiguo Palacio de los Condes de Vallterra. Se supone que estaba comunicada con el Castillo de la Alquería, situado en una colina cercana y que es de la misma época. Se trata de una torre de planta circular y está construida con piedras provenientes del río y unidas con argamasa.
  - El Acueducto del Puente de San José. Se trata de un puente que se construyó a principios del siglo XIX, en concreto en 1803, para cruzar el río Montán. Está construido mediante tres grandes arcos de medio punto, utilizándose como material constructivo piedra. Se le conoce como “acueducto” porque por debajo de él circula una acequia que lleva agua para el riego hasta La Alquería. Es una infraestructura territorial, de carácter hidráulico, catalogada como Bien de Relevancia Local, con la categoría de espacio etnológico de interés local.
- Puebla de Arenoso:
  - Ayuntamiento. La casa del Ayuntamiento tiene estructura palaciega del siglo XVII de mampostería y sillería.
  - Casco antiguo. Conjunto compuesto prácticamente por la totalidad del pueblo, el trazado es topográfico medieval y orientada su confluencia hacia la plaza.
  - Puente Colgante. Fue inaugurado en 1894 para servir de paso sobre el río Mijares al Camino Real que atraviesa la villa de Puebla de Arenoso. La fotografía fue tomada en el verano de 1966. A principios del siglo XXI quedó en desuso y se encuentra destruido. Debido a las subidas y bajadas del nivel de agua del pantano de Arenós el terreno sobre el que descansa el pueblo se estaba hundiendo. Por ese motivo la Generalidad Valenciana ordenó las obras de contención del embalse. Para evitar perder parte del patrimonio el ayuntamiento hizo desmontar los restos del puente numerándolos con la intención de reconstruirlo unos kilómetros más arriba.
- Montan:
  - Convento de los Padres Servitas: Del siglo XVIII. De arquitectura postbarroca y preacadémica. El aspecto actual del convento data de 1763, desapareciendo su uso como tal en la desamortización de Mendizábal, fortificándose y utilizándose en 1836 por los carlistas.
  - Iglesia de San Bernardo: Del siglo XVIII. Consta de una sola nave. El altar mayor es de regular altura, conservando una cruz procesional del siglo XVIII.
  - Casa Abadía: Parte de la antigua casa feudal propiedad del Conde de Vallterra. A partir de 1609 y con motivo de la llegada de nuevos frailes servitas, fue casa abadía y primera residencia de los monjes hasta el fin de las obras del convento. En la actualidad hace las funciones de casa para el sacerdote titular de la iglesia.
- Toga:
  - Arcos del Portalet y San Antonio. Estos arcos representan una atractiva y significativa muestra del antiguo trazado urbano de la localidad. Ambos se conforman como elementos pasantes, es decir que se sitúan por encima de una calle y comunican varias viviendas o forman parte de una vivienda. El de San Antonio soporta la capilla que alberga la imagen del santo.
  - Castillo de Ganalur. Poblado ibérico asentado en una colina que domina un amplio meandro del Mijares. En el yacimiento se han encontrado restos de época ibera (siglos V -I aC) y de islámica (siglo XIII). En la actualidad, sólo quedan restos cerámicos ya que una posterior ocupación medieval ha borrado cualquier inicio de la disposición espacial del hábitat ibérico. En cuanto a la ocupación musulmana, parece corresponderse con el estilo Ganalur, citado en documentos de los siglos XIII y XIV y, sin duda, es el origen de la actual población de Vallat.
  - Fuente Caliente. Famosa fuente por la calidad de sus aguas minero-medicinales. Están clasificadas como bicarbonatadas cálcico-magnésicas e indicadas para el tratamiento de la obesidad, gota y enfermedades del estómago. En el año 1906 obtuvieron reconocido prestigio gracias al diploma y medalla de oro otorgados en la Exposición Regional Valenciana.
- Torralba del Pinar:
  - Iglesia Parroquial. Dedicada a la Transfiguración del Señor. Obra del siglo XVIII aunque con remodelaciones posteriores del siglo XIX. Guarda en su interior una interesante cruz procesional del siglo XV.
  - Ermita de Santa Bárbara. Ermita de una sola nave encalada y atrio con arcadas. Se cree que fue construida sobre una antigua mezquita árabe.
  - Casco urbano de Torralba. Declarado Bien de Relevancia Local, y que hoy en día, todavía mantiene parte de su aspecto medieval ya que, se puede observar restos arquitectónicos del amurallamiento medieval (entre los siglos IX y XIII) y otras estructuras en algunas de las casas de la población. 
Recinto Fortificado de Torralba del Pinar Se trata de una población fortificada de planta circular que contó con una sólida muralla y una torre mayor central. La fundación del municipio por su toponimia es anterior a los árabes, pero la permanencia a lo largo de los siglos de los moriscos, han originado que el casco urbano de Torralba del Pinar siga manteniendo un clarísimo aspecto morisco. Su recinto amurallado todavía se pueden apreciarrestos arquitectónicos del amurallamiento medieval (siglos IX y XIII), confundidos con el caserío existente, salvo algún tramo con aspilleras que se encuentra visible. La torre, según tradición del lugar, fue desmontada y sus sillares utilizados en la construcción de la nueva iglesia a finales del siglo XVII. Cabe destacar también el castillo de origen árabe, probablemente construido entre el siglo X y el siglo XII y del que se aprecian diversos restos de murallas fundidas con las paredes rocosas que circundan la colina sobre la que se edificó. Grado de protección: Está declarado Bien de Interés Cultural con categoría de Monumento por la Disposición Adicional Primera de la Ley 4/1998, de 11 de junio, del Patrimonio Cultural Valenciano.
- Torrechiva:
  - Torre de Torrechiva. Torre del siglo XIII, de origen árabe. Aunque su función no está claramente determinada, pudo ser parte de una alquería musulmana, aunque otros estudios señalan que fue una torre de vigilancia del estrecho que forma el río Mijares en las proximidades de la población. La torre se encuentra sumergida en la estructura urbana de la parte más antigua de la población, encontrándose adosada por ambos lados a sendas viviendas que sólo permiten apreciar parte de su estructura.
- Vallat:
  - Iglesia Parroquial de San Juan Evangelista. Templo de una sola nave de estilo corintio del siglo XVIII. Iglesia sencilla cuya decoración es de corte academicista o neoclásico, en cuyo altar mayor se alza la figura del patrono del pueblo, San Juan Evangelista.
  - Casa Abadía. Casa consistorial originaria del siglo XVII. Es una de las viviendas existentes más antigua de la población, posiblemente antigua mezquita y posterior iglesia católica.
- Villahermosa del río:
  - Iglesia Parroquial. Dedicada a la Natividad de la Natividad. Conserva una talla de José Esteve Bonet y una singular colección de retablos medievales adjudicadas al Maestro de Villahermosa.
  - Ermita de San Bartolomé. Edificio de interés arquitectónico, en el cual está enterrado el compositor barroco José Pradas Gallén.
  - La Nevera del Mas de Penyagolosa, también conocida como nevera de la Cambreta, o nevera del Comte es un depósito de nieve ubicado en la vertiente sudoeste de la zona conocida como Mas de la Cambreta, que se halla en la cara norte de la zona más cercana a la cumbre de la sierra del Peñagolosa, en el término municipal de Villahermosa del Río.
  - Ayuntamiento. Edificio de interés arquitectónico.
  - Puente gótico-romano sobre el Río Carbo.
- Villamalur:
  - Nevera de Cuatro Caminos. Autores como Madoz la citan como la Nevera de Onda. Algunos testimonios locales afirman que funcionó hasta la primera década del siglo XX. Presenta un estado medio de conservación, sin techumbre y ha perdido alguno de sus elementos. Contaba con dos accesos a su interior y su cubierta se apoyaba sobre dos arcos paralelos, uno de ellos derruido. Tal vez tuviera una bóveda con cubierta de tejas, ya que existen numerosos restos que así parecen atestiguarlo en su entorno. Está construida a 880 m y es de planta circular de 11 m y de escasa profundidad.
  - Trincheras de la Guerra Civil. Se ubican principalmente en los montes del Cabezo y el Jupillo. A día de hoy se encuentran en perfecto estado tras el paso de los años. Y es lugar de visita de muchos senderistas.
  - La Iglesia parroquial de Santo Domingo de Guzmán, en Villamalur. La iglesia fue fundada por los dominicos de Ayódar y presenta una planta de nave única (con cubierta de bóveda de cañón, iluminada por lunetos), con cuatro crujías, sin crucero, pero con capillas laterales. El edificio es del siglo XVIII y está dedicado a Santo Domingo de Guzmán, patrón de Villamalur. En la iglesia se venera también a la patrona de la localidad, la Virgen de los Desamparados, que también tiene en el pueblo un retablo cerámico en la fuente del pueblo.
- Villanueva de Viver:
  - La Ermita de San Martín y Santa Bárbara, en Villanueva de Viver. Se trata de una construcción de dimensiones reducidas, y planta de nave única con porche y corral adosado en la parte derecha, que se realizó en 1656, siguiendo las pautas, simultáneamente, tanto del estilo Gótico tardío como del estilo renacentista. El edificio sufrió una transformación durante el siglo XVIII, adquiriendo su aspecto actual. Su estado de conservación no es bueno, y a como rehabilitaciones solamente se ha llevado a cabo a del corral, pese a ello se considera que el peligro de destrucción del monumento es bajo. Estando encargados de su mantenimiento y conservación los clavarios del Santo.
  - La iglesia parroquial de San Antonio Abad, en Villanueva de Viver. Se trata de una modesta construcción de finales del siglo XVII cuya construcción se finalizó a principios del siglo XVIII, siguiendo las pautas del estilo gótico y clásico. Presenta una planta de cruz latina y nave única, capillas laterales y a los pies de la misma un coro alto con una curiosa balaustrada datada del siglo XVIII.
- Zucaina:
  - Iglesia parroquial de la Transfiguración de El Salvador (siglo XVI-XVIII): Se conservan en su interior interesantes tallas de madera del siglo XVIII y una imagen medieval de madera policromada de Santa Ana, patrona de la Villa de Zucaina, objeto de gran devoción. Durante los últimos 3 años ha sido objeto de una remodelación profunda de su interior: capillas, altares, techo y suelo.
  - Ermita de Santa Bárbara (siglo XVIII). Ermita que se encuentra en la misma población y que da nombre a la parte alta del pueblo. Está situada cerca del frontón y de uno de los depósitos de agua que abastecen Zucaina. Se construyó hacia finales del siglo XVIII y hacía 1994 se llevó a cabo una restauración, a través de una iniciativa popular, de su tejado y fachada, devolviéndole parte del esplendor original. Era tradición hasta 2001 o 2002, el celebrar la festividad de Domingo de Ramos en su interior y bajar en procesión hasta la plaza de la Iglesia, pero debido a que para llegar a ella hay que subir una cuesta bastante pronunciada y para evitar al máximo el esfuerzo que tenían que realizar numerosos ancianos, se optó por celebrar tal festividad en la entrada de la iglesia parroquial, en la parte llana de la población.
  - Calvario y ermita del Calvario (siglo XVIII-XIX). Se trata de un conjunto de uso originalmente religioso situado en las afueras de la población, en la falda del monte a la salida hacia Cortes de Arenoso. Forma un espacio rectangular, cerrado por tosca valla de piedra, plantado de cipreses y tiene una pequeña ermita en la parte más alta. Ascendiendo por la colina se disponen los casalicios del Vía Crucis, de color blanco y con las escenas de la Pasión representadas en baldosas cerámicas. La ermita es una pequeña capilla de planta rectangular que se encuentra en la parte alta del muro, junto a una de las puertas de entrada al calvario. Sus paredes son de mampostería y la cubierta, de tejas, tiene cuatro vertientes.
  - Ermita de Santa Ana (siglo XVIII). Ermita dedicada a la patrona de la Villa de Zucaina. Fue construida a finales del siglo XVIII y está situada a unos 4 km de la población, en dirección Montanejos, por la carretera CV-195. Se encuentra en un paraje de gran belleza natural. Está construida en el margen derecho de la Rambla de Santa Ana, afluente del río Villahermosa y de una fuente de la que sale abundante agua fresca. Al lado de la fuente hay una zona reservada para hacer carne a la brasa o paellas y alrededor de la ermita hay diversas mesas y bancos de hormigón donde podérsela comer. La ermita fue construida a raíz de las diversas apariciones que de Santa Ana tuvo una pastorcilla procedente de alguna de las masías que hoy se encuentran próximas a la ermita. Santa Ana se le apareció sobre una gran zarza que misteriosamente no pinchaba y le dijo en la última aparición que la gente de Zucaina construyera una ermita en ese lugar. La devoción que tienen los lugareños a Santa Ana es muy grande, la cual, según figura en una placa de la ermita, salvó del cólera a la población hacia finales del siglo XIX. Cada 1 de mayo se realiza una gran romería a la ermita desde el pueblo con la celebración de dos misas solemnes. En tal día la presencia de tenderetes, en los que se pueden comprar diversas cosas, es numerosa. Otra fecha importante, aunque no tan multitudinaria como la anterior, es la del 26 de julio, día de San Joaquín y Santa Ana, en el que se realiza una misa solemne en la ermita y se reparte una torta conocida como la "rebanada" entre todos los asistentes. Este día es conocido como el día de "Santa Ana de la Rebanada".

## Elementos de interés en la naturaleza
- Ayódar:
  - Castillo de Ayódar. En la margen izquierda de la Rambla de Villamalur y sobre un cerro de 542 metros de altitud, se localizan las ruinas del Castillo de Ayódar. Es de tipo montano de planta irregular, dispersa como una potente torre mayor excéntrica, que sirve de defensa a su flanco más vulnerable. En la actualidad está parcialmente en ruinas.
  - El Castillico. Yacimiento ibérico en el que se encuentran los restos de una torre en el interior de un recinto. El yacimiento podría pertenecer a la época comprendida entre los siglos II a. C. y VI a. C.
  - Río Chico o Río de Ayódar. La existencia de un curso de agua transparente, sin contaminación y constante a lo largo de todo el año que atraviesa todo el término municipal confiere al municipio un atractivo especial por dotar de mayor riqueza y diversidad al entorno natural.
  - El Azud. Paraje de gran belleza ubicado en el río de Ayódar.
  - El Estrecho. El paraje, de características similares al anterior también es muy visitado por los bañistas y amantes de la naturaleza.
  - Sendero del Castillo. El Castillo se divisa desde el pueblo y se puede visitar recorriendo una ruta corta pero muy interesante en la que se disfruta, de los cultivos tradicionales (olivo, algarrobo, almendro, etc.) de buenas vistas y del paisaje del parque natural de la Sierra de Espadán.
  - Sendero de Saganta. Sendero de pequeño recorrido (PR-CV-314) con espectaculares vistas sobre el río Mijares.
  - Sendero Ayódar-Villamalur. PR-CV-276, es circular que enlaza ambos municipios con el GR37, LA Fuente de la Peña, etc. Discurre íntegramente por el parque natural de la Sierra de Espadán.
  - Fuente Larga. Zona de esparcimiento en las proximidades del municipio que incluye una zona de acampada y merendero.
- Arañuel:
  - Fuente Manzano. En la pedanía del Plano de Arriba, a 7 km del casco municipal.
  - Fuente Seguer. Junto a la carretera CV-20. a 500 metros de la población, dispone de paelleros, zona deportiva y mesas de piedra.
  - Fuente El Señor. Junto a la carretera de Zucaina, por un pequeño entrador, a 4 km de la población. Fuente sin encauzar.
  - Piscinas naturales del río Mijares. Son tres las más próximas a la población, aunos 150 ,200 y 300 metros de distancia del casco urbano, la del Puente , la del Pozo y la de "los chorros" o "los caños".
  - el Mirador de Santa Bárbara ( "Pilónico" ), vistas preciosas del pueblo y su entorno.
  - Mirador de la Torre.
  - Senderos (SL-CV 95 y SL-CV 96)
  - Masías del Plano de Arriba y de Abajo, Los Catalanes, l'Artejuela, el Magraile.
- Argelita:
  - Castillo de la Mola del Bou Negre. De origen árabe. Se encuentra enclavado en una elevada montaña en el límite de los términos de Argelita y Ludiente, en el parapeto rocoso que se desploma sobre el estrecho que forma el río Villahermosa antes de llegar a la población y a 748 m de altitud. El castillo se conoce prácticamente desde el siglo XII. Es una mesa rocosa (muela) con lo que queda de una hisn (fortificación) documentada en 1178 que fue linde entre las diócesis de Segorbe y Tortosa. Tuvo una clara relación con el núcleo andalusí de Argelita en época islámica, ejerciendo el dominio sobre una gran extensión de territorio que incluía a numerosas poblaciones. Este castillo pronto dejó de ser utilizado. En el siglo XIX es reocupado el lugar por dos masías para tareas agrícolas, aprovechando para su construcción muchas de sus piedras. Actualmente está en completa ruina, apreciándose solo algunos lienzos de murallas y basamentos de torreones, como la parte de una torre, seguramente de época cristiana. Era un recinto fortificado desde el este hasta el sur, siendo el resto totalmente inaccesible, delimitando totalmente toda la cima. La actual forma castellanizada del nombre Buey Negro aparece documentada a partir de 1247. Su nombre parece provenir de un término botánico: Bu Nerzo. Leyenda: "Cuando las tropas de Jaime I amenazaban la población, los hombres útiles de toda la comarca se refugiaron en el Buey Negro. Asediada la fortaleza, fueron inútiles las tentativas de fuerza hasta que en una noche oscura, recogidas más de mil cabras monteses, fueron emboladas con estopa y resina, obligándolas a ir en determinada dirección. Los refugiados que vieron trepar tantas luces por cortaduras y verticales, creyéndose perdidos, algunos buscaron una muerte heroica y los demás se despeñaron por las cortaduras".
  - Río Argelita o Villahermosa. El río presenta un caudal, más o menos estable, a lo largo de todo el año. En los últimos años el río se ha secado con bastante frecuencia desde la cercana población de Ludiente hasta el lugar llamado Pozo Negro en donde vuelve a brotar a unos 400 metros de Argelita aguas arriba. Por ello sus aguas no faltan jamás a la población y baja un caudal considerable durante todas las estaciones del año. En verano es un lugar ideal para tomar el baño, dado que posee una piscina natural.	Las aguas son cristalinas e idóneas para la cría de la trucha, por lo que en su curso se halla un coto de pesca.
  - Fuente de los Ignacios. El nacimiento de la misma es ciertamente espectacular ya que nace entre unas enormes moles rocosas y desagua directamente en el río Argelita. Se dice que sus aguas posee propiedades para el riñón.
  - Fuente de Santa Cruz. Cuenta con otras fuentes como son las del Pozo Negro, Fuente del Barranco del Sabinar, Pescadores y la Laguna.
  - Sima de la Muela. Sima de gran profundidad.
  - Cueva Pons. Ubicada en un gran escarpado. Existen otras cuevas o cavidades presentes en el término municipal con fenómenos kársticos como son: la "Sima del Cabezo" y el "Avenc Simba".
- Cirat:
- Cortes de Arenoso:
  - El rebollo (el abuelo). Árbol de más de 700 años de edad siendo de su especie (Quercus faginea) el más viejo de España.
  - Pico Cabezo de las Cruces.
  - Cascada las Peñas.
- Espadilla:
- Fanzara:
- Fuente la Reina:
- Fuentes de Ayódar:
- Ludiente:
- Montanejos:
- Puebla de Arenoso:
- Montan:
- Toga:
- Torralba del Pinar:
- Torrechiva:
- Vallat:
- Villahermosa del río:
- Villamalur:
- Villanueva de Viver:
- Zucaina:

## Lengua
La comarca se encuentra situada el área de predomino lingüístico en español, como consecuencia de la repoblación aragonesa tras la Reconquista.

## Folclore
Su folclore más representativo es la Jota Aragonesa. Al igual que en la zona occidental de Aragón también se canta la Jota Navarra.